# Söjnesselet
Söjnesselet är en sjö i Vilhelmina kommun i Lappland och ingår i Ångermanälvens huvudavrinningsområde. Sjön har en area på 0,109 kvadratkilometer och ligger 478,1 meter över havet. Sjön avvattnas av vattendraget Krutån.

## Delavrinningsområde
Söjnesselet ingår i det delavrinningsområde (723269-149900) som SMHI kallar för Utloppet av Söjnesselet. Medelhöjden är 533 meter över havet och ytan är 5 kvadratkilometer. Räknas de 31 avrinningsområdena uppströms in blir den ackumulerade arean 171,89 kvadratkilometer. Krutån som avvattnar avrinningsområdet har biflödesordning 3, vilket innebär att vattnet flödar genom totalt 3 vattendrag innan det når havet efter 405 kilometer. Avrinningsområdet består mestadels av skog (97 procent). Avrinningsområdet har 0,11 kvadratkilometer vattenytor vilket ger det en sjöprocent på 2,1 procent.